# جولي سميث
جولي سميث (بالإنجليزية: Julie Smith) هي لاعبة كرة لينة أمريكية، ولدت في 10 مايو 1968 في غليندورا في الولايات المتحدة.

## وصلات خارجية
- جولي سميث على موقع اللجنة الأولمبية الدولية (الإنجليزية)
- جولي سميث على موقع أوليمبيديا (الإنجليزية)
- جولي سميث على موقع اللجنة الأولمبية والبارالمبية الأمريكية (الإنجليزية)